# Rhythmeen (сингл ZZ Top)
Rhythmeen (с англ. — «эссенция ритма, крутой ритм») — сороковой сингл американской блюз-рок-группы ZZ Top, четвёртый сингл одноимённого альбома , добрался до 35 места в Hot Mainstream Rock Tracks.

## О песне
Сингл записан в 1996 году во время записи альбома Rhythmeen, на котором группа совершила очередную попытку вернуться к блюзу, и записала альбом исключительно в формате трио, без использования синтезаторов. 
Название песни выдуманное и представляет собой сочетание двух слов «rhythm» («ритм») и «meen» (искажённое «meаn», в сленговом значении «крутой», «потрясающий», «отпадный»). По словам Билли Гиббонса название песни (и альбома) означает «эссенцию, вытяжку из крутых ритмов» («drawing from mean rhythms») 
Песня была названа «основательной и интересной, но не цепляющей» , «демонстрирующей ритм в духе Dr. Dre, заставляющий качать головой в такт» , «зацепляющей слушателя приглаженным но фанковым грувом» 
Сингл был выпущен лишь в промо-варианте не для продажи, помимо собственно песни в полном формате, сингла содержал два коротких отрывка песни (т.н. Suggested Callout Hook), которые предназначены для использования радиостанциями в целях исследования узнаваемости песни.

## Участники записи
- Билли Гиббонс — вокал, гитара
- Дасти Хилл — вокал, бас-гитара
- Фрэнк Бирд — ударные, перкуссия, вокал